# Coremiocnemis obscura
Coremiocnemis obscura là một loài nhện trong họ Theraphosidae.
Loài này thuộc chi Coremiocnemis. Coremiocnemis obscura được miêu tả năm 2010 bởi West en Nunn.